# Bertem
Bertem là một đô thị ở tỉnh Vlaams-Brabant. Đô thị này bao gồm các thị xã Bertem, Korbeek-Dijle và Leefdaal. Tại thời điểm ngày 1 tháng 1 năm 2006, Bertem có tổng dân số 9.215 người. Tổng diện tích là 29.75 km² với mật độ dân số là 310 người trên mỗi km².